# Epiplema ocalea
Epiplema ocalea är en fjärilsart som beskrevs av Druce 1892. Epiplema ocalea ingår i släktet Epiplema och familjen Uraniidae. Inga underarter finns listade i Catalogue of Life.